# Holmby Hills
Holmby Hills – zamożne sąsiedztwo położone w zachodniej części  Los Angeles oddalone od centrum o ok. 11 mil (ok. 17 km). Od wschodu sąsiaduje z miastem Beverly Hills, na południu z Wilshire Boulevard, na zachodzie z Westwood i z Bel Air na północy. Bulwar Zachodzącego Słońca jest główną trasą przejazdową. Znajdują się lub znajdowały się tu w przeszłości posiadłości takich osobistości jak Michael Jackson, Hugh Hefner, Aaron Spelling czy Jimmy Iovine.

## Galeria zdjęć

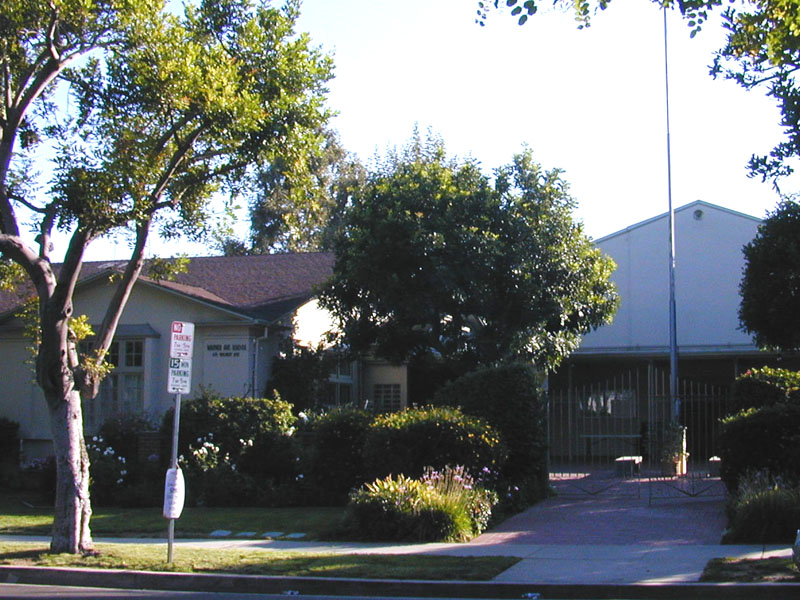
Warner Avenue School
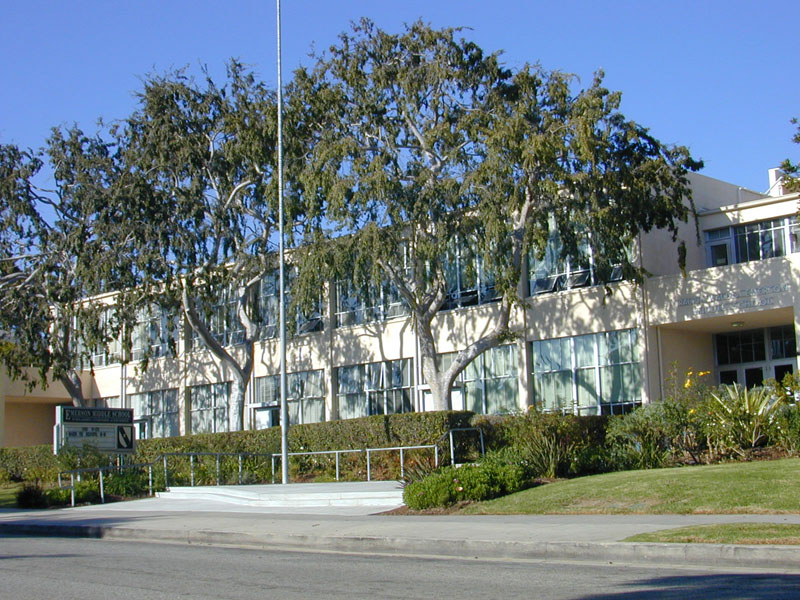
Emerson High School
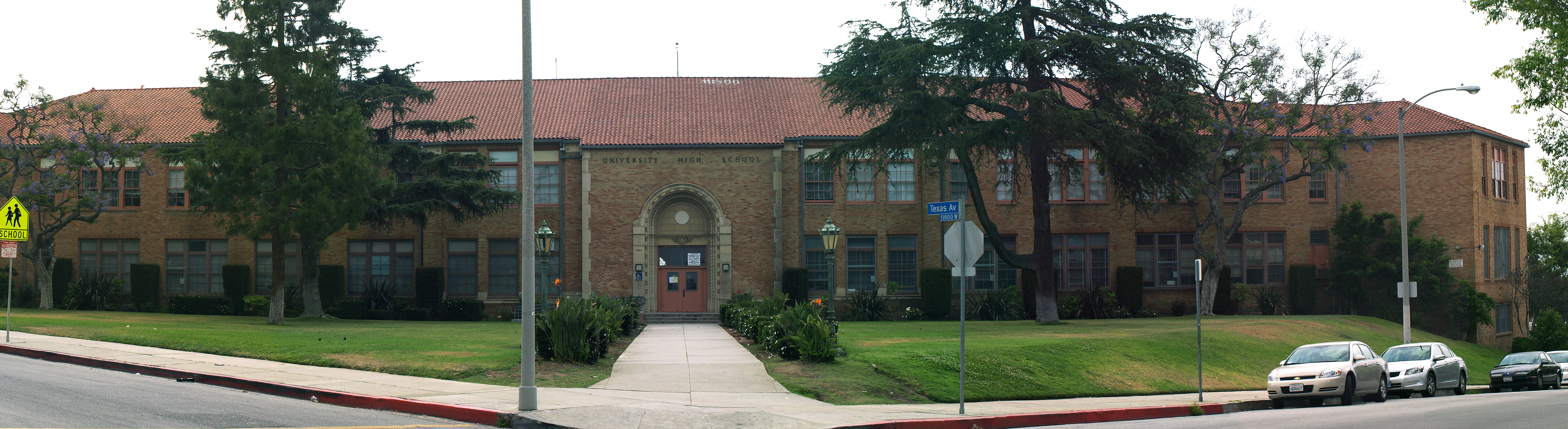
University High School
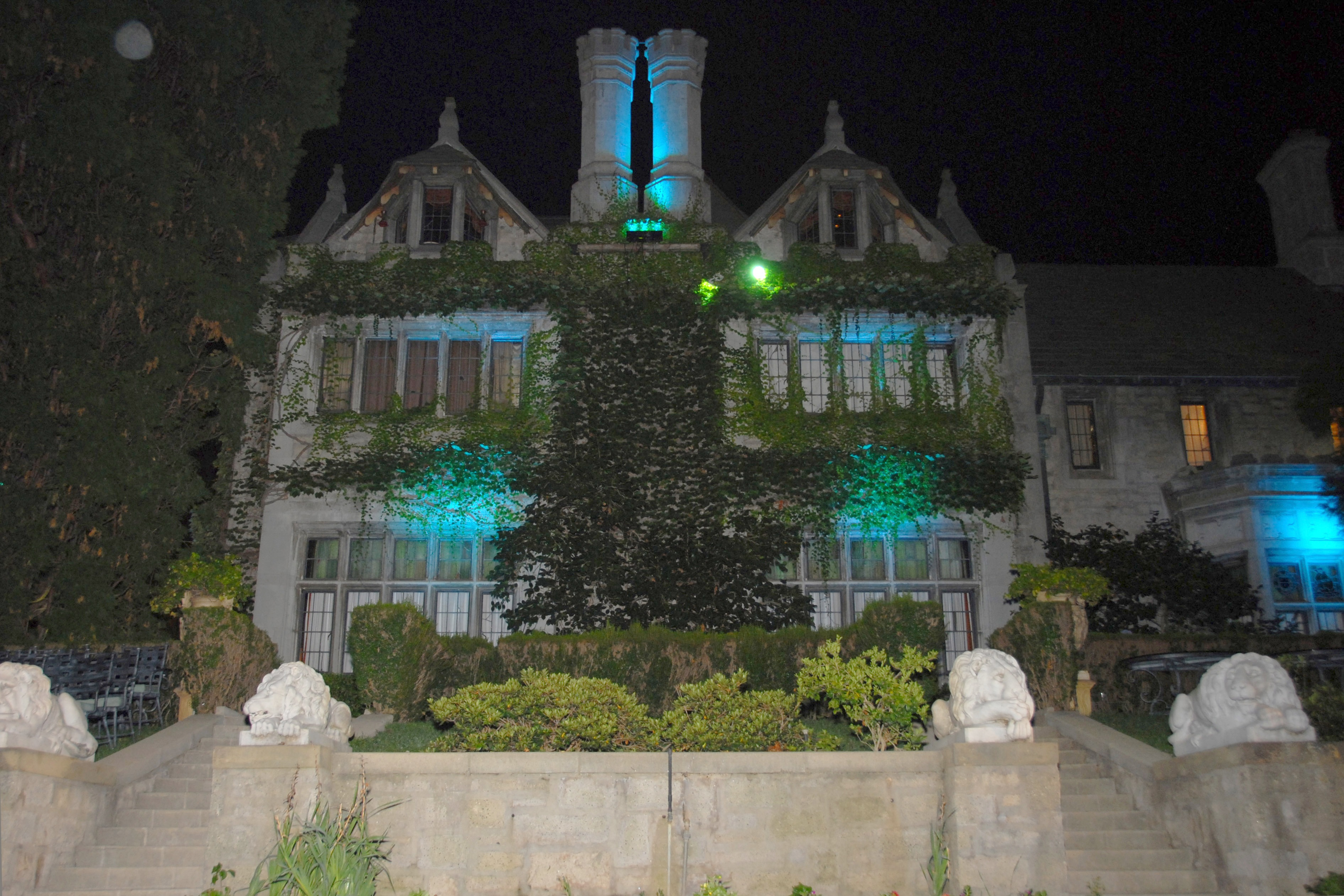
Playboy Mansion w 2007 roku
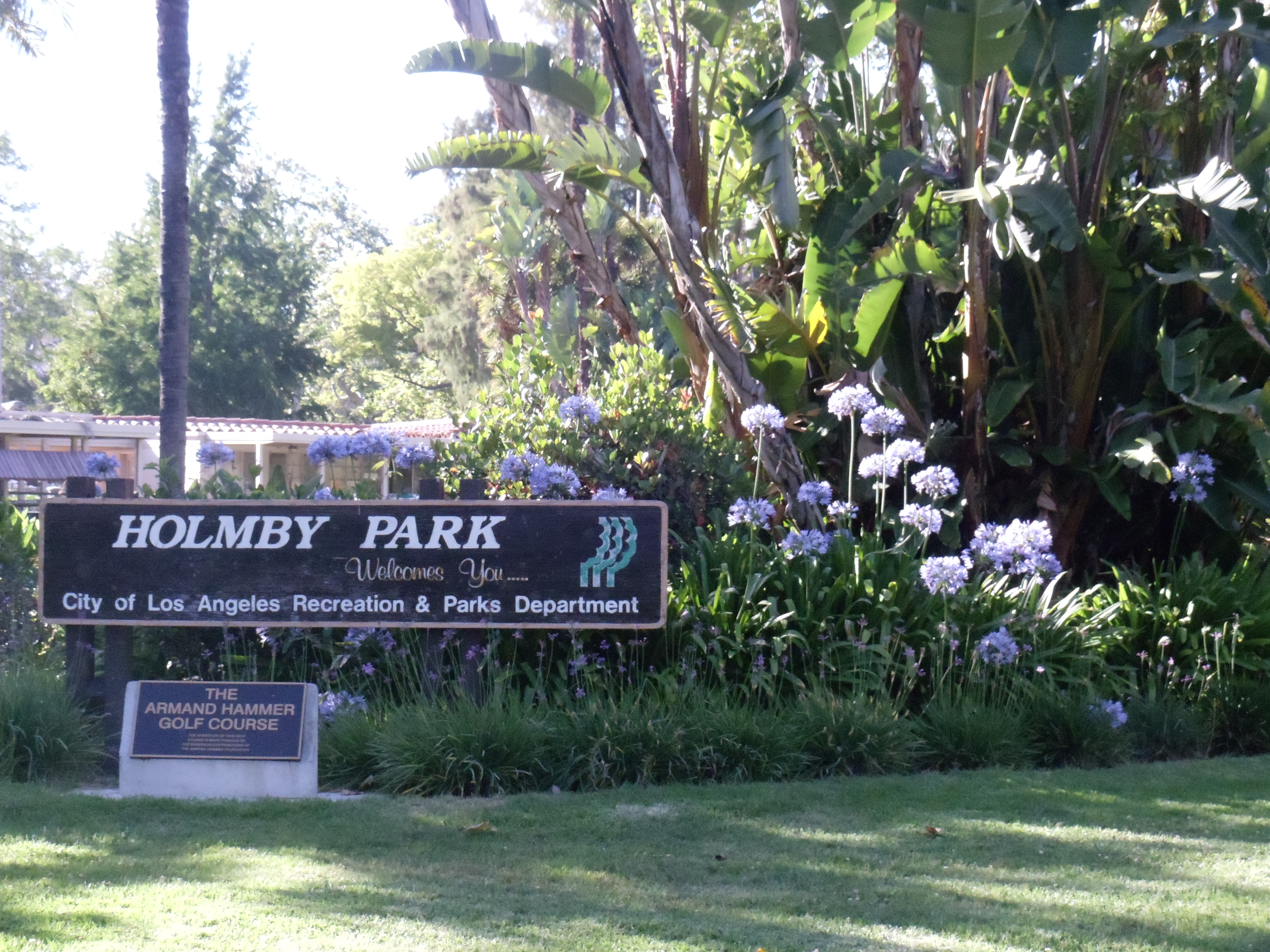
Znak Holmby Park na Holmby Hills